# Ellen Schneider-Lenné
Ellen Ruth Schneider-Lenné (* 28. Mai 1942 in Berlin; † 25. Dezember 1996 in Königstein im Taunus) war eine Managerin der Deutschen Bank und die erste Frau im Vorstand eines DAX-notierten Unternehmens.

## Karriere
Ihre Eltern waren Unternehmer. Aufgewachsen ist Schneider-Lenné in Westfalen. Nach dem Abitur studierte sie in München und Köln Betriebswirtschaftslehre. 1967 schloss sie mit Diplom ab. Im selben Jahr trat sie in die Deutsche Bank in Düsseldorf – dem damaligen zweiten Hauptsitz des Konzerns – ein und wurde in Hamm Sachbearbeiterin im Kreditgeschäft. Bereits 1969 erhielt sie Handlungsvollmacht. 1971 wurde sie nach New York entsandt. Von 1973 bis 1975 war sie persönliche Mitarbeiterin des damaligen Vorstandssprechers Franz Heinrich Ulrich. In die Londoner Bankfiliale  wechselte sie anschließend für fünf Jahre. Auf Vorschlag von Vorstandssprecher Alfred Herrhausen († 1989) wurde mit Schneider-Lenné 1988 in Frankfurt erstmalig in der Konzerngeschichte der Deutschen Bank eine Frau in den Vorstand berufen. Dort betreute sie unter anderem das internationale Geschäft und das Kreditrisiko-Management. Schneider-Lenné verstarb Weihnachten 1996 schwer krank im Alter von 54 Jahren im Krankenhaus. Eine Woche zuvor hatte sie noch an einer Vorstandssitzung teilgenommen. Sie hatte keine Familie.